# Fort Nassau (South River)

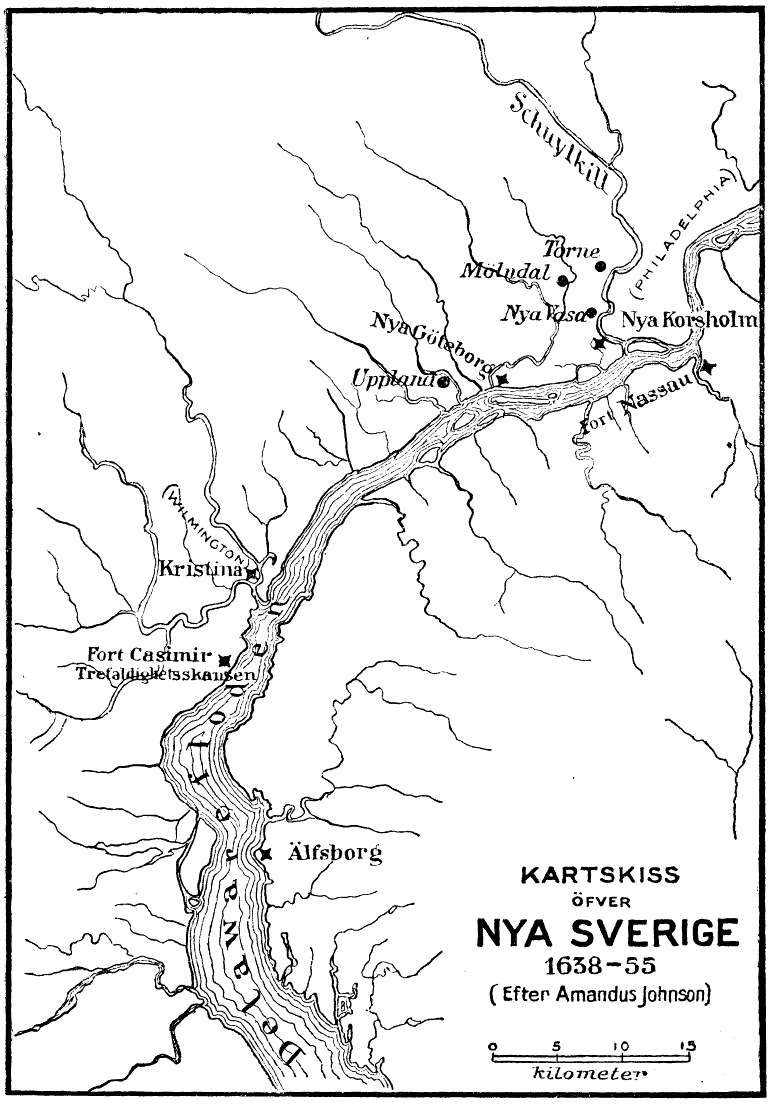
El Río Sur ca. 1650.

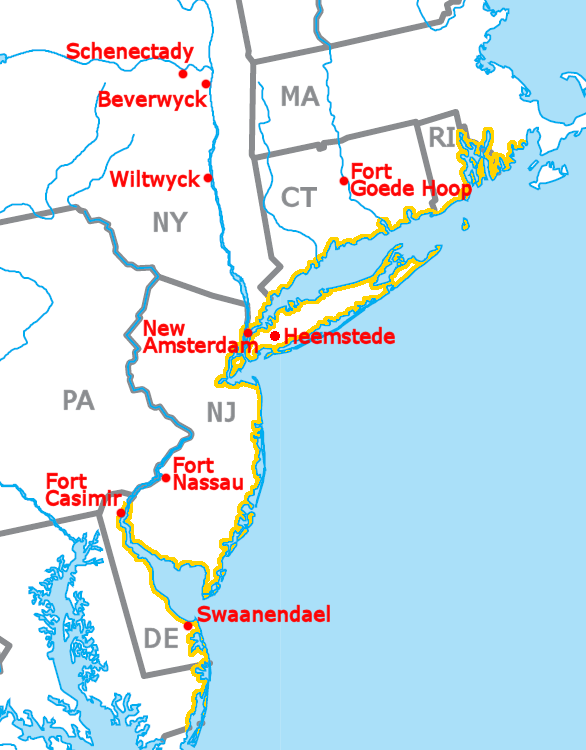
Mapa moderno que muestra algunos asentamientos de Nuevos Países Bajos

Fort Nassau fue un factorij (lit. fábrica) en Nuevos Países Bajos entre 1626 y 1651 ubicado en la desembocadura del arroyo Big Timber en su confluencia con el río Delaware. Fue la primera estructura conocida construida por europeos en lo que sería después el estado de Nueva Jersey. El nombre del arroyo se deriva del idioma neerlandés Timmer Kill, según lo registrado por David Pietersen de Vries en sus memorias de su viaje de 1630-1633. El valle de Delaware y su bahía se llamaron "South River" (en holandés: Zuyd Rivier); el "Río del Norte" de la colonia era el río Hudson. El factorij se estableció para el comercio de pieles, principalmente en pieles de castor, con las poblaciones indígenas de Susquehannock, que hablaban una lengua iroquesa, y los lenape, cuya lengua era de la familia algonquina. También querían conservar un derecho físico al territorio.
Inicialmente, el fuerte fue ocupado de forma intermitente y, en ocasiones, utilizado por la población local en migraciones estacionales. En 1635, los colonos de Virginia Colony ocuparon el fuerte. El gobernador de Nuevos Países Bajos en ese momento, Wouter van Twiller, envió una fuerza y logró recuperar el fuerte. Este fue el primero de los conflictos entre ingleses y holandeses en el Nuevo Mundo. Si bien a partir de entonces el fuerte estuvo continuamente atendido, la ubicación no era adecuada para el comercio, ya que las áreas más ricas en captura de pieles estaban en el lado oeste del río Delaware.
De 1638 a 1655, el valle de Delaware fue parte de Nueva Suecia. Fue establecido por Peter Minuit, ex  Director de Nuevos Países Bajos que había comprado la isla de Manhattan. En 1651, el director general de Nuevos Países Bajos, Petrus Stuyvesant, hizo que su representante local, Andries Hudde, desmantelara parcialmente el fuerte, reubicando su armamento y otros equipos en una posición al otro lado del río. Quería amenazar a los suecos y reafirmar la jurisdicción de la región; cambió el nombre de la estructura como Fort Casimir.
El Domingo de la Trinidad de 1654 asumió oficialmente sus funciones Johan Risingh (quien era el comisario y consejero del teniente coronel Johan Printz, gobernador de Nueva Suecia). Trató de expulsar a los holandeses del valle de Delaware y envió fuerzas contra Fort Casimir; la guarnición se rindió. Lo renombró como Fort Trinity (en sueco Fort Trefaldighet). Los suecos ahora controlaban completamente su colonia. El 21 de junio de 1654, las bandas locales de lenape se reunieron con los suecos para reafirmar su propiedad.
Peter Stuyvesant dirigió una fuerza holandesa que retomó el fuerte el 11 de septiembre de 1655. Lo renombró como New Amstel (en neerlandés Nieuw Amstel). Posteriormente, Fort Christina también cayó ante los holandeses el 15 de septiembre y toda Nueva Suecia quedó bajo su control. Los holandeses nombraron a John Paul Jacquet como gobernador e hicieron de New Amstel la capital de la colonia controlada por los holandeses.